# Moletes de Venanci
Les Moletes de Venanci és una muntanya de 1.135 metres que es troba al municipi d'Alfara de Carles, a la comarca catalana del Baix Ebre.